# Grands arrêts du droit du travail en France
 (février 2022).
Si vous disposez d'ouvrages ou d'articles de référence ou si vous connaissez des sites web de qualité traitant du thème abordé ici, merci de compléter l'article en donnant les références utiles à sa vérifiabilité et en les liant à la section « Notes et références ».
Les grands arrêts du droit du travail sont les décisions de la Cour de cassation et certains arrêts de cours d'appel qui ont joué un rôle majeur dans l'évolution de la jurisprudence du droit de travail en France.[Interprétation personnelle ?]

## Contrat de travail, organisation et exécution du travail

### Emploi et formation
| Numéro pourvoi       | Date de la décision | Formation          | Publication au bulletin | Publication au bulletin | Titrages et résumés | Textes appliqués |
| Numéro pourvoi       | Date de la décision | Formation          | Année                   | Numéro au bull.         | Titrages et résumés | Textes appliqués |
| -------------------- | ------------------- | ------------------ | ----------------------- | ----------------------- | --- | ---------------- |
| 81-11647 et 81-15290 | 4 mars 1983         | Assemblée plénière |                         |                         | CONTRAT DE TRAVAIL - Définition - Lien de subordination - Enseignant d'un établissement privé qualifié de conférencier extérieur. Reste lié par un contrat de travail à l'établissement employeur, l'enseignant d'une école privée, engagé en qualité de professeur salarié, bien qu'il fût ultérieurement qualifié de « conférencier extérieur » rémunéré par des honoraires, dès lors que celui-ci continuait à assurer les tâches qui lui avaient été primitivement dévolues, suivant des programmes officiels et, au sein d'une organisation fonctionnant sous la direction et la responsabilité de cette école, même s'il était tenu compte de ses convenances dans l'aménagement des horaires, en sorte que cette activité, exercée sous la dépendance d'un employeur, ne pouvait avoir un caractère libéral, la seule volonté des parties étant impuissante à soustraire cet enseignant en statut social qui découlait nécessairement des conditions d'accomplissement de son travail. |                  |
| 61-40149             | 21 janvier 1964     | Assemblée plénière |                         |                         | CONTRAT DE TRAVAIL - Cession de l'entreprise - Reprise d'un fonds rural par le bailleur - Obligation de continuer les contrats de travail en cours - Conditions Si le Code rural, qui réglemente les rapports du bailleur et du fermier en cas de reprise des immeubles loués, n'impose pas au reprenant l'obligation de poursuivre la même exploitation et, par suite, de continuer l'exécution des contrats de travail en cours, ces contrats subsistent cependant conformément à l'article 23, alinéa 8 (ancien alinéa 7), du Livre Ier du Code du travail, lorsque le reprenant continue l'exploitation du fermier sortant, ce qui implique la poursuite de la même entreprise. |                  |
| 96-45673             | 10 mai 1999         | chambre sociale    | 1999                    | V N° 199 p. 145         | CONTRAT DE TRAVAIL, EXECUTION - Modification - Modification imposée par l'employeur - Modification du contrat de travail - Constatations insuffisantes . L'employeur, dans le cadre de son pouvoir de direction, peut changer les conditions de travail d'un salarié. La circonstance que la tâche donnée à un salarié soit différente de celle qu'il effectuait antérieurement, dès l'instant où elle correspond à sa qualification, ne caractérise pas une modification du contrat de travail. CONTRAT DE TRAVAIL, EXECUTION - Employeur - Pouvoir de direction - Conditions de travail - Modification - Possibilité | Code civil 1134  |

### Droits et obligations des parties au contrat de travail
| Numéro pourvoi | Date de la décision | Formation          | Publication au bulletin | Publication au bulletin | Titrages et résumés | Textes appliqués |
| Numéro pourvoi | Date de la décision | Formation          | Année                   | Numéro au bull.         | Titrages et résumés | Textes appliqués |
| -------------- | ------------------- | ------------------ | ----------------------- | ----------------------- | --- | ---------------- |
| 92-40641       | 20 décembre 1996    | Assemblée plénière | Bulletin 1996           | A. P. N° 10 p. 17       | FONCTIONNAIRES ET AGENTS PUBLICS - Mise à disposition - Mise à la disposition d'un organisme privé - Existence d'un contrat de travail - Conditions - Lien de subordination . Le fonctionnaire mis à la disposition d'un organisme de droit privé et qui accomplit un travail pour le compte de celui-ci dans un rapport de subordination se trouve lié à cet organisme par un contrat de travail. |                  |
| 61-40149       | 21 janvier 1964     | Assemblée plénière |                         |                         | CONTRAT DE TRAVAIL - Cession de l'entreprise - Reprise d'un fonds rural par le bailleur - Obligation de continuer les contrats de travail en cours - Conditions Si le Code rural, qui réglemente les rapports du bailleur et du fermier en cas de reprise des immeubles loués, n'impose pas au reprenant l'obligation de poursuivre la même exploitation et, par suite, de continuer l'exécution des contrats de travail en cours, ces contrats subsistent cependant conformément à l'article 23, alinéa 8 (ancien alinéa 7), du Livre Ier du Code du travail, lorsque le reprenant continue l'exploitation du fermier sortant, ce qui implique la poursuite de la même entreprise. |                  |

### Modification dans la situation juridique de l’employeur
| Numéro pourvoi | Date de la décision | Formation          | Publication au bulletin | Publication au bulletin | Titrages et résumés | Textes appliqués |
| Numéro pourvoi | Date de la décision | Formation          | Année                   | Numéro au bull.         | Titrages et résumés | Textes appliqués |
| -------------- | ------------------- | ------------------ | ----------------------- | ----------------------- | --- | ---------------- |
| 82-40301       | 15 novembre 1985    | Assemblée plénière | 1985                    | A.P. n° 7 p. 1          | CONTRAT DE TRAVAIL, EXECUTION - Cession de l'entreprise- Modification de la situation juridique de l'employeur - Définition - Perte d'un marché - Domaine d'application. La modification dans la situation juridique de l'employeur, exigée à l'article L 122-12, alinéa 2, du Code du travail, ne peut résulter de la seule perte d'un marché. Dès lors, une cour d'appel est fondée à refuser d'appliquer les dispositions de ce texte à une société qui chargée, en remplacement d'une autre, du nettoyage des locaux d'une entreprise, a refusé de poursuivre les contrats de travail des salariés de son prédécesseur. |                  |
| 89-45730       | 16 mars 1990        | Assemblée plénière | 1990                    | N° 4 p. 6               | CONTRAT DE TRAVAIL, EXECUTION - Cession de l'entreprise - Modification de la situation juridique de l'employeur - Définition - Transfert d'une entité économique conservant son identité Les articles 1 et 3 de la directive du 14 février 1977 du Conseil des Communautés européennes et L. 122-12, alinéa 2, du Code du travail s'appliquent, même en l'absence d'un lien de droit entre les employeurs successifs, à tout transfert d'une entité économique conservant son identité et dont l'activité est poursuivie ou reprise. Dès lors, justifie sa décision la cour d'appel qui accueille les demandes en indemnités de salariés du premier concessionnaire à l'encontre du second qui ne les a pas employés, après avoir constaté que l'objet de la concession portait sur l'exploitation d'un terrain de camping et retenu qu'une entité économique autonome comprenant, comme éléments d'exploitation, des terrains et des installations, avait été transférée, permettant au nouveau concessionnaire d'en poursuivre l'activité (arrêt n° 1). Justifie également sa décision la cour d'appel qui accueille les demandes en indemnités d'une salariée du premier concessionnaire à l'encontre du second qui ne l'a pas conservée à son service, après avoir fait ressortir qu'avait été transférée une entité économique conservant son identité et que l'activité en avait été reprise (arrêt n° 2). |                  |

### Contrats particuliers
| Numéro pourvoi | Date de la décision | Formation          | Publication au bulletin | Publication au bulletin | Titrages et résumés | Textes appliqués |
| Numéro pourvoi | Date de la décision | Formation          | Année                   | Numéro au bull.         | Titrages et résumés | Textes appliqués |
| -------------- | ------------------- | ------------------ | ----------------------- | ----------------------- | --- | ---------------- |
| 74-40664       | 5 juin 1975         | Assemblée plénière |                         |                         | PRUD'HOMMES - COMPETENCE MATERIELLE - CONTRAT DE TRAVAIL - CHIRURGIEN D'UN CENTRE MEDICO-CHIRURGICAL. AYANT RELEVE QUE LA CAISSE PRIMAIRE LOCALE D'ASSURANCE MALADIE AVAIT RECONNU LA QUALITE DE SALARIE AU CHIRURGIEN CONSULTANT ET TRAITANT D'UN CENTRE MEDICO-CHIRURGICAL, QUE L'INTERESSE EFFECTUAIT LES OPERATIONS CHIRURGICALES DANS LE CADRE DE L'ORGANISATION DE CET ETABLISSEMENT EN SE CONFORMANT A DIVERSES DIRECTIVES ADMINISTRATIVES, QU'IL N'AVAIT PAS LE LIBRE CHOIX DE SES MALADES NI LA POSSIBILITE DE FIXER LIBREMENT SES HONORAIRES, QUE LES LOCAUX ET LE MATERIEL LUI ETAIENT FOURNIS PAR LE CENTRE ET QU'IL ETAIT PAYE PAR CELUI-CI, LES JUGES DU FOND PEUVENT DECIDER QUE, QUELLE QU'EUT ETE SON INDEPENDANCE DANS L'EXERCICE DE SON ART, CE CHIRURGIEN ETAIT UNI AU CENTRE PAR UN CONTRAT DE LOUAGE DE SERVICES ET QUE LE DIFFEREND ENTRE LES PARTIES ETAIT DE LA COMPETENCE DE LA JURIDICTION PRUD'HOMALE. * CONTRAT DE TRAVAIL - DEFINITION - LIEN DE SUBORDINATION - CHIRURGIEN D'UN CENTRE MEDICO-CHIRURGICAL. * MEDECIN CHIRURGIEN - CHIRURGIEN D'UN CENTRE MEDICO-CHIRURGICAL - CONTRAT DE TRAVAIL - CONSTATATIONS SUFFISANTES. * SECURITE SOCIALE - IMMATRICULATION - PORTEE - QUALITE DE SALARIE - CHIRURGIEN D'UN CENTRE MEDICO-CHIRURGICAL. |                  |
|                |                     | Assemblée plénière |                         |                         | . |                  |

### Statuts particuliers
| Numéro pourvoi | Date de la décision | Formation          | Publication au bulletin | Publication au bulletin | Titrages et résumés | Textes appliqués |
| Numéro pourvoi | Date de la décision | Formation          | Année                   | Numéro au bull.         | Titrages et résumés | Textes appliqués |
| -------------- | ------------------- | ------------------ | ----------------------- | ----------------------- | --- | ---------------- |
| 92-40641       | 20 déc. 1996        | Assemblée plénière |                         |                         | .Le fonctionnaire mis à disposition d’un organisme privé et soumis à un lien de subordination est considéré comme salarié.       |                  |
| 98-40774       | 11 janv. 2000       | Chambre sociale    |                         |                         | Un agent non titulaire de droit public peut se prévaloir d’un contrat de travail de droit privé en cas de lien de subordination. |                  |
| 19-24.878      | 16 fév. 2022        | Chambre sociale    |                         |                         | La qualité de salarié peut être reconnue à un chauffeur Uber en raison du lien de subordination économique et organisationnel.   |                  |

## Durée du travail et rémunérations

### Durée du travail, repos et congés
| Numéro pourvoi | Date de la décision | Formation       | Publication au bulletin | Publication au bulletin | Titrages et résumés | Textes appliqués |
| Numéro pourvoi | Date de la décision | Formation       | Année                   | Numéro au bull.         | Titrages et résumés | Textes appliqués |
| -------------- | ------------------- | --------------- | ----------------------- | ----------------------- | --- | ---------------- |
| 00-42.890      | 17 oct. 2001        | Chambre sociale |                         |                         | .Le temps de trajet pour se rendre sur le premier lieu de travail n’est pas du temps de travail effectif.                |                  |
| 13-20.891      | 26 mars 2014        | Chambre sociale |                         |                         | .Le salarié peut refuser de prendre des congés imposés unilatéralement par l’employeur sans respecter les délais légaux. |                  |
| 15-14.874      | 8 février 2017      | Chambre sociale |                         |                         | L’absence de repos quotidien de 11 heures constitue un manquement de l’employeur justifiant des dommages-intérêts.       |                  |

### Rémunérations
| Numéro pourvoi | Date de la décision | Formation       | Publication au bulletin | Publication au bulletin | Titrages et résumés                                                                                            | Textes appliqués |
| Numéro pourvoi | Date de la décision | Formation       | Année                   | Numéro au bull.         | Titrages et résumés                                                                                            | Textes appliqués |
| -------------- | ------------------- | --------------- | ----------------------- | ----------------------- | --- | ---------------- |
| 95-44.496      | 29 oct. 1996        | Chambre sociale |                         |                         | .Le salaire est dû dès lors que le salarié est à la disposition de l'employeur, même sans exécution effective. |                  |
| 08-42.913      | 4 nov. 2010         | Chambre sociale |                         |                         | .Le versement d’une prime devient un usage dès lors qu’il est régulier, constant et général.                   |                  |
| 11-27.520      | 10 avr. 2013        | Chambre sociale |                         |                         | L’égalité de rémunération entre hommes et femmes s’impose, sauf justification objective et pertinente.         |                  |

## Santé et sécurité au travail
| Numéro pourvoi | Date de la décision | Formation       | Publication au bulletin | Publication au bulletin | Titrages et résumés | Textes appliqués |
| Numéro pourvoi | Date de la décision | Formation       | Année                   | Numéro au bull.         | Titrages et résumés | Textes appliqués |
| -------------- | ------------------- | --------------- | ----------------------- | ----------------------- | --- | ---------------- |
| 00-16.535      | 28 fév. 2002        | Chambre sociale |                         |                         | .L’obligation de sécurité est une obligation de résultat : l’employeur est responsable des atteintes à la santé         |                  |
| 13-15.470      | 6 oct. 2015         | Chambre sociale |                         |                         | .Harcèlement moral : l’employeur doit prendre toutes les mesures nécessaires pour protéger la santé mentale du salarié. |                  |

## Accords collectifs et conflits collectifs du travail

### Accords et conventions collectives
| Numéro pourvoi | Date de la décision | Formation       | Publication au bulletin | Publication au bulletin | Titrages et résumés                                                                                | Textes appliqués |
| Numéro pourvoi | Date de la décision | Formation       | Année                   | Numéro au bull.         | Titrages et résumés                                                                                | Textes appliqués |
| -------------- | ------------------- | --------------- | ----------------------- | ----------------------- | -------------------------------------------------------------------------------------------------- | ---------------- |
| 01-42.406      | 4 juill. 2002       | Chambre sociale |                         |                         | .Un accord collectif ne peut pas retirer à un salarié des avantages individuels acquis.            |                  |
| 20-12.018      | 5 mai 2021          | Chambre sociale |                         |                         | .En cas de dénonciation d’un accord, les avantages individuels peuvent perdurer à titre personnel. |                  |

### Conflits collectifs du travail
| Numéro pourvoi | Date de la décision | Formation          | Publication au bulletin | Publication au bulletin | Titrages et résumés | Textes appliqués |
| Numéro pourvoi | Date de la décision | Formation          | Année                   | Numéro au bull.         | Titrages et résumés | Textes appliqués |
| -------------- | ------------------- | ------------------ | ----------------------- | ----------------------- | --- | ---------------- |
| 00-41741       | 24 janvier 2003     | Assemblée plénière |                         |                         | CONTRAT DE TRAVAIL, RUPTURE - Licenciement économique - Licenciement collectif - Entreprise en difficulté - Redressement judiciaire - Période d'observation - Licenciement autorisé par le juge-commissaire - Ordonnance du juge-commissaire - Mention dans la lettre de licenciement - Défaut - Portée . Il résulte de la combinaison des articles L. 621-37 du Code de commerce, 63 du décret n° 85-1388 du 27 décembre 1985 et L. 122-14-2 du Code du travail que, lorsque l'administrateur procède au licenciement d'un salarié d'une entreprise en redressement judiciaire, en application de l'ordonnance du juge-commissaire autorisant des licenciements économiques présentant un caractère urgent, inévitable et indispensable et fixant le nombre des licenciements ainsi que les activités et les catégories professionnelles concernées, la lettre de licenciement que l'administrateur est tenu d'adresser au salarié doit comporter le visa de cette ordonnance ; à défaut, le licenciement est réputé sans cause réelle et sérieuse. |                  |
| 84-40.217      | 19 mars 1986        | Chambre sociale    |                         |                         | .La grève est licite si elle respecte des revendications professionnelles, même sans préavis. |                  |

## Représentation du personnel et élections professionnelles
| Numéro pourvoi | Date de la décision | Formation          | Publication au bulletin | Publication au bulletin | Titrages et résumés | Textes appliqués |
| Numéro pourvoi | Date de la décision | Formation          | Année                   | Numéro au bull.         | Titrages et résumés | Textes appliqués |
| -------------- | ------------------- | ------------------ | ----------------------- | ----------------------- | --- | ---------------- |
| 80-93511       | 28 janvier 1983     | Assemblée plénière |                         |                         | SYNDICAT PROFESSIONNEL - Délégué syndical - Contrat de travail - Résiliation judiciaire - Action constitutive du délit d'atteinte à l'exercice du droit syndical. Les dispositions législatives soumettant à l'avis conforme de l'inspecteur du travail ou de l'autorité qui en tient lieu le licenciement d'un salarié légalement investi des fonctions de délégué syndical ont institué au profit d'un tel salarié et dans l'intérêt de l'ensemble des travailleurs qu'il représente une protection exceptionnelle et exorbitante du droit commun qui exclut que soit poursuivie par la voie judiciaire la résiliation du contrat de travail. Méconnaît donc le sens et la portée de l'article L 412-15 du Code du travail, dans sa rédaction antérieure à la loi du 28 octobre 1982, l'arrêt relaxant du chef d'entrave à l'exercice du droit syndical l'employeur qui, n'ayant pu obtenir l'avis conforme de l'inspecteur du travail pour le licenciement d'un délégué syndical, a engagé devant la juridiction prud"homale une action tendant à la résiliation judiciaire du contrat de travail le liant à ce salarié. |                  |
| 98-60.921      | 3 mars 1999         | Chambre sociale    |                         |                         | .Un salarié protégé ne peut être licencié sans autorisation de l’inspection du travail. |                  |

## Rupture du contrat de travail
| Numéro pourvoi | Date de la décision | Formation          | Publication au bulletin | Publication au bulletin | Titrages et résumés | Textes appliqués |
| Numéro pourvoi | Date de la décision | Formation          | Année                   | Numéro au bull.         | Titrages et résumés | Textes appliqués |
| -------------- | ------------------- | ------------------ | ----------------------- | ----------------------- | --- | ---------------- |
| 98-45.406      | 26 fév. 2002        | Chambre sociale    |                         |                         | .La prise d’acte du salarié entraîne les effets d’un licenciement sans cause réelle et sérieuse si justifiée. |                  |
| 16-17886       | 31 janvier 2018     | Assemblée plénière |                         |                         | TRAVAIL REGLEMENTATION, SANTE ET SECURITE - Maternité - Justification de l'état de grossesse - Délai de quinze jours - Effets - Annulation du licenciement - Cas - Rupture du contrat d'assistante maternelleAyant constaté d'une part que l'assistante maternelle avait adressé dans les quinze jours suivant la rupture du contrat un certificat médical attestant de son état de grossesse, d'autre part que l'employeur ne justifiait pas de l'impossibilité de maintenir le contrat de travail pour un motif étranger à la grossesse ou à l'accouchement, la cour d'appel en a exactement déduit qu'en application de l'article L. 1225-5 du code du travail, la rupture de ce contrat était nulle                                                                   |                  |
| 07-44.092      | 9 oct. 2007         | Chambre sociale    |                         |                         | La convention de rupture conventionnelle doit être librement consentie, sinon elle est nulle. |                  |
| 21-14.490      | 11 mai 2022         | Chambre sociale    |                         |                         | Licenciement injustifié : barème d’indemnisation conforme aux normes supérieures La Cour de cassation affirme que les articles L. 1235-3, L. 1235-3-1 et L. 1235-4 du Code du travail, introduits par l'ordonnance n° 2017-1387 (dit « barème Macron »), sont conformes à l’article 10 de la Convention n° 158 de l’OIT. Le barème permet de verser une indemnité adéquate, répondant aux exigences de réparation et de dissuasion. Effet direct de l’article 10 de la Convention n° 158 de l’OIT en droit interne La Cour reconnaît l’effet direct de l’article 10 de la Convention n° 158 de l’OIT. Ce texte peut donc être invoqué par un salarié pour contester un licenciement injustifié devant un juge français, sans nécessiter d’acte législatif complémentaire. |                  |

## Actions en justice
| Numéro pourvoi | Date de la décision | Formation          | Publication au bulletin | Publication au bulletin | Titrages et résumés |
| Numéro pourvoi | Date de la décision | Formation          | Année                   | Numéro au bull.         | Titrages et résumés |
| -------------- | ------------------- | ------------------ | ----------------------- | ----------------------- | --- |
| 70-13971       | 14 mai 1971         | Assemblée plénière |                         |                         | AVOCATS AUX CONSEILS - RESPONSABILITE - FAUTE - OMISSION D'UN MOYEN DE CASSATION DONT LA PRESENTATION ETAIT RECLAMEE PAR LE PLAIDEUR - PREUVE - LETTRE NE CONTENANT AUCUNE INSTRUCTION PRECISE A CET EGARD. L'AVOCAT AUX CONSEILS EST LIBRE DE CHOISIR, DANS L'INTERET DE SON CLIENT, LES MOYENS DE CASSATION SUSCEPTIBLES D'ETRE SOUMIS A LA COUR , SOUS RESERVE DE L'OBLIGATION D'AVISER CE CLIENT, S'IL ESTIME NE PAS DEVOIR SOULEVER UN MOYEN EXPRESSEMENT DEMANDE PAR CELUI-CI. UNE TELLE DEMANDE EXPRESSE NE SAURAIT RESULTER DE LA LETTRE PRODUITE PAR LE RECLAMANT, LAQUELLE NE CONTIENT AUCUNE INSTRUCTION PRECISE RELATIVE A UN MOYEN DETERMINE DE CASSATION. |
| 14-28.293      | 25 mai 2016         | Chambre sociale    |                         |                         | .Le salarié peut agir en justice même en cours de contrat de travail sans encourir de sanction. |
| 17-13.681      | 3 mai 2018          | Chambre sociale    |                         |                         | Le juge peut requalifier d’office un contrat précaire en CDI si les conditions ne sont pas respectées. |